# Обєзеже (Західнопоморське воєводство)
Обєзеже (пол. Objezierze, нім. Hitzdorf) — село в Польщі, у гміні Кшенцин Хощенського повіту Західнопоморського воєводства.
Населення — 344 особи (2011).
У 1975-1998 роках село належало до Гожовського воєводства.

## Демографія
Демографічна структура станом на 31 березня 2011 року:
|          | Загалом | Допрацездатний вік | Працездатний вік | Постпрацездатний вік |
| -------- | ------- | ------------------ | ---------------- | -------------------- |
| Чоловіки | 185     | 35                 | 132              | 18                   |
| Жінки    | 159     | 29                 | 91               | 39                   |
| Разом    | 344     | 64                 | 223              | 57                   |